# Yushania glauca
Yushania glauca är en gräsart som beskrevs av Tong Pei Yi och T.L.Long. Yushania glauca ingår i släktet yushanior, och familjen gräs. Inga underarter finns listade i Catalogue of Life.